# Sean Doolittle (pisarz)
Sean Doolittle (ur. 1971) – amerykański pisarz, autor kryminałów i thrillerów.
Otrzymał nagrody literackie: ForeWord Magazine Book of the Year Award (za powieść Burn), Barry Award, Spinetingler Award (obie za powieść Czysto i prosto), ITW Thriller Award (za powieść Lake Country) oraz dwukrotnie Nebraska Book Award Honor Book (za Czysto i prosto i Lake Country).
Jest żonaty i ma dwoje dzieci. Mieszka w Omaha.

## Dzieła

### Powieści
- Dirt (2001)
- Burn (2003)
- Rain Dogs (2005)
- The Cleanup (2006; wyd.pol. 2011 Czysto i prosto)
- Safer (2009)
- Lake Country (2012)

### Opowiadania
- A Safer Place (1992)
- David (1993)
- With the Pieces (1993)
- All Their Own (1993)
- Payday (1994)
- Stocks and Locks (1994)
- The Games that Lovers Play (1994)
- These Broken Wings (1994)
- Spirit Call, Collect (1995)
- The Bleeding Tree (1995)
- The Anatomy of Love (1996)
- The Kingsbury Technique (wraz z Wayne'em Allenem Sallee, 1996)
- October Gethsemane (1996)
- A Good Day to Die (1997)
- Spotlight Falls on Woman (1999)
- Mr. Big Deal (2008)